# Embellisia thlaspis
Embellisia thlaspis är en svampart som beskrevs av E.G. Simmons & J.C. David 2000. Embellisia thlaspis ingår i släktet Embellisia och familjen Pleosporaceae.   Inga underarter finns listade i Catalogue of Life.